# Latimeria menadoensis
A Latimeria menadoensis az izmosúszójú halak (Sarcopterygii) osztályának bojtosúszójúhal-alakúak (Coelacanthiformes) rendjébe, ezen belül a Latimeriidae családjába tartozó faj.

## Előfordulása
A Latimeria menadoensis előfordulási területe a Csendes-óceán nyugati felének a középső részén van. Az indonéziai Celebesz szigettől északra található meg.

## Megjelenése
Egy kifogott példánya 1,2 méter hosszú és 29 kilogramm tömegű volt. Morfológiai különbség nincs közte és rokona közt, de színük eltérő. Az eddig kifogott legnagyobb példány 140 centiméteres volt.

## Életmódja
Mélytengeri hal, amely az eddigi ismeretek szerint nem vándorol és körülbelül 150-200 méteres mélységek között tartózkodik; nem ismert a legmélyebb merülési pontja. A 17-20 Celsius-fokos hőmérsékletű vizekben él. Feltehetőleg a vízalatti sziklaszirtek oldalain él. Egy 155 méter mélyen található vízalatti barlangban két példányát figyelték meg; azonban erről nem lehet megállapítani, hogy párban él-e vagy nem.

## Védelme
A Természetvédelmi Világszövetség (IUCN) Vörös listáján sebezhető faji státusszal szerepel, míg rokona a bojtosúszós maradványhal (Latimeria chalumnae) súlyosan veszélyeztetett fajként van számontartva. A 2005-ös évben végzett DNS-vizsgálat szerint a két bojtosúszójúhal-faj fejlődése körülbelül 40-30 millió éve vált el egymástól. Genomjaik között 4,1%-nyi különbség van. A washingtoni egyezmény (CITES) 1. listáján is szerepel.

## Fordítás
- Ez a szócikk részben vagy egészben  az   Indonesian coelacanth című angol Wikipédia-szócikk ezen változatának fordításán alapul.  Az eredeti cikk szerkesztőit annak laptörténete sorolja fel. Ez a jelzés csupán a megfogalmazás eredetét és a szerzői jogokat jelzi, nem szolgál a cikkben szereplő információk forrásmegjelöléseként.